# Altoona Curve

Die Heimstätte der Altoona Curve, der Blair County Ballpark.

Altoona Curve ist ein amerikanisches Baseball-Team aus Altoona in Pennsylvania. Sie sind eine mit den Pittsburgh Pirates verbundene AA-Minor-League-Mannschaft und spielen seit ihrer Gründung in der Western Division der Eastern League. Heimstadion ist der regulär 7210 Zuschauer fassende Blair County Ballpark.

## Geschichte
Mit der Erweiterung der Major Leagues um zwei Mannschaften (den Arizona Diamondbacks und den Tampa Bay Rays) 1998 ergaben sich auch Änderungen in den niederen Ligen. Die Eastern League wurde um zwei Teams erweitert, wobei einen Platz die bereits etablierten Erie SeaWolves bekamen. Das zweite Franchise ging an Altoona, die Mannschaft erhielt nach einem Wahrzeichen der Region, der Horseshoe Curve, sowie in Anlehnung an den Curveball den Namen „Altoona Curve“.
Die erste Saison spielte das Team im Jahr 1999, ins Play-off schafften die Curves es erstmals 2003. Im Jahr darauf erreichte die Mannschaft das Finale der Eastern League, wo sie den New Hampshire Fisher Cats unterlagen. Bis 2010 war der Zeitraum von 2003 bis 2006 mit vier Play-off-Teilnahmen in Folge die erfolgreichste Zeit für Altoona.
2010 gewannen die Altoona Curve durch ein 3:1 gegen Trenton Thunder zum ersten Mal die Eastern League.